# King of the Delta Blues Singers, Vol. 1
| Recensione          | Giudizio   |
| ------------------- | ---------- |
| AllMusic            | [ 1 ]      |
| Birmingham Post     | [ 2 ]      |
| Down Beat           | [ 3 ]      |
| The New York Times  | Favorevole |
| Texas Monthly       | Favorevole |
| Virgin Encyclopedia | [ 6 ]      |

King of the Delta Blues Singers vol. I è un album compilation del bluesman americano Robert Johnson. Realizzato nel 1961 dalla Columbia Records, l'album è stato inserito nel 2003 alla posizione 27 della lista dei 500 migliori album di tutti i tempi stilata nel 2003 dall'edizione statunitense della rivista Rolling Stone, mentre il magazine Mojo lo posiziona al numero 6 delle 100 registrazioni che hanno cambiato il mondo. L'album è infatti considerato uno dei più importanti per la comprensione della musica blues, nonché uno dei più grandi e influenti dischi di musica blues della storia.

## Il disco
L'album comprende 16 brani registrati in due sessioni effettuate a San Antonio, nel novembre 1936, e a Dallas, nel giugno 1937. Si tratta di registrazioni rare, monofoniche, precedentemente disponibili solo su dischi a 78 giri. L'album, nella versione 1961, era un LP mono, con 8 tracce su ciascun lato del vinile. Nel 1970 fu seguito dall'album King of Delta Blues Singers, Vol.2 che includeva le altre registrazioni di Johnson. Anche questo secondo album è stato inserito nel 2003, alla posizione 424, nella lista dei 500 migliori album di tutti i tempi. Il primo volume è stato ristampato su CD nel 1998 e include una diciassettesima traccia: una seconda versione di Traveling Riverside Blues.

## Tracce
1. Cross Road Blues
2. Terraplane Blues
3. Come On in My Kitchen
4. Walkin' Blues
5. Last Fair Deal Gone Down
6. 32-20 Blues
7. Kind Hearted Woman Blues
8. If I Had Possession Over Judgement Day
9. Preachin' Blues
10. When You Got a Good Friend
11. Ramblin' on My Mind
12. Stones in My Passway
13. Traveling Riverside Blues
14. Milkcow's Calf Blues
15. Me and the Devil Blues
16. Hellhound on My Trail
17. Traveling Riverside Blues